# Weinmannia magnifolia
Weinmannia magnifolia là một loài thực vật có hoa trong họ Cunoniaceae. Loài này được Cuatrec. miêu tả khoa học đầu tiên năm 1941.